# Thomas Damgaard (Boxer)
Thomas Damgaard (* 17. Juni 1971 in Kalundborg) ist ein ehemaliger dänischer Profiboxer.

## Amateurkarriere
Thomas Damgaard bestritt als Amateur über 200 Kämpfe und wurde dabei 1991 Dänischer Meister im Leichtgewicht, sowie von 1994 bis 1997 Dänischer Meister im Halbweltergewicht. 1992 gewann er die Nordischen Meisterschaften in Oslo. 
Er war unter anderem Teilnehmer der Juniorenweltmeisterschaften 1989 in Bayamón (Nl im Achtelfinale gegen Ivan Robinson), der Europameisterschaften 1991 in Göteborg (Nl im Achtelfinale gegen Vasile Nistor), der Europäischen Olympiaqualifikation in Frankreich (Nl gegen Julien Lorcy), der Weltmeisterschaften 1993 in Tampere (Nl im Achtelfinale gegen Jyri Kjäll), der Weltmeisterschaften 1995 in Berlin (Nl in der Vorrunde gegen Armen Gevorkyan), der Europameisterschaften 1996 in Vejle (Nl im Achtelfinale gegen Oktay Urkal) und der Weltmeisterschaften 1997 in Budapest (Nl in der zweiten Vorrunde gegen Dorel Simion).

## Profikarriere
1998 wechselte er zu den Profis und gewann neun Aufbaukämpfe, darunter gegen den ehemaligen Amerikanischen- und Commonwealth-Champion Steve Larrimore und Narciso Valenzuela, der 1996 um die WBO-Weltmeisterschaft geboxt hatte. Am 27. November 1998 gewann er mit einem t.K.o.-Sieg in der zwölften Runde gegen den Spanier José Berdonce, die Europameisterschaft (EBU) im Halbweltergewicht. Anschließend folgten weitere Siege, darunter gegen Ex-WBA-Weltmeister Khalid Rahilou, Ex-IBF/WBO-Weltmeister Greg Haugen und Ex-IBF-Weltmeister Philip Holiday.
Am 3. November 2000 gewann er nach Punkten gegen Alessandro Duran und wurde somit auch Europameister (EBU) im Weltergewicht. Auch in seinen folgenden 15 Kämpfen blieb er ungeschlagen. Zu den dabei besiegten Gegnern zählten Rodney Jones (Bilanz: 25-2), Freddy Rojas (50-2), Wilfrido Ruiz (29-6), Peter Malinga (27-6) und Rocky Martinez (40-11). Am 28. Januar 2006 verlor er in Atlantic City schwer angeschlagen durch Ringrichterabbruch in der sechsten Runde (t.K.o.) gegen Arturo Gatti. Er beendete seine Boxerlaufbahn im März 2007.